# Alexandra Karastoyanova-Hermentin

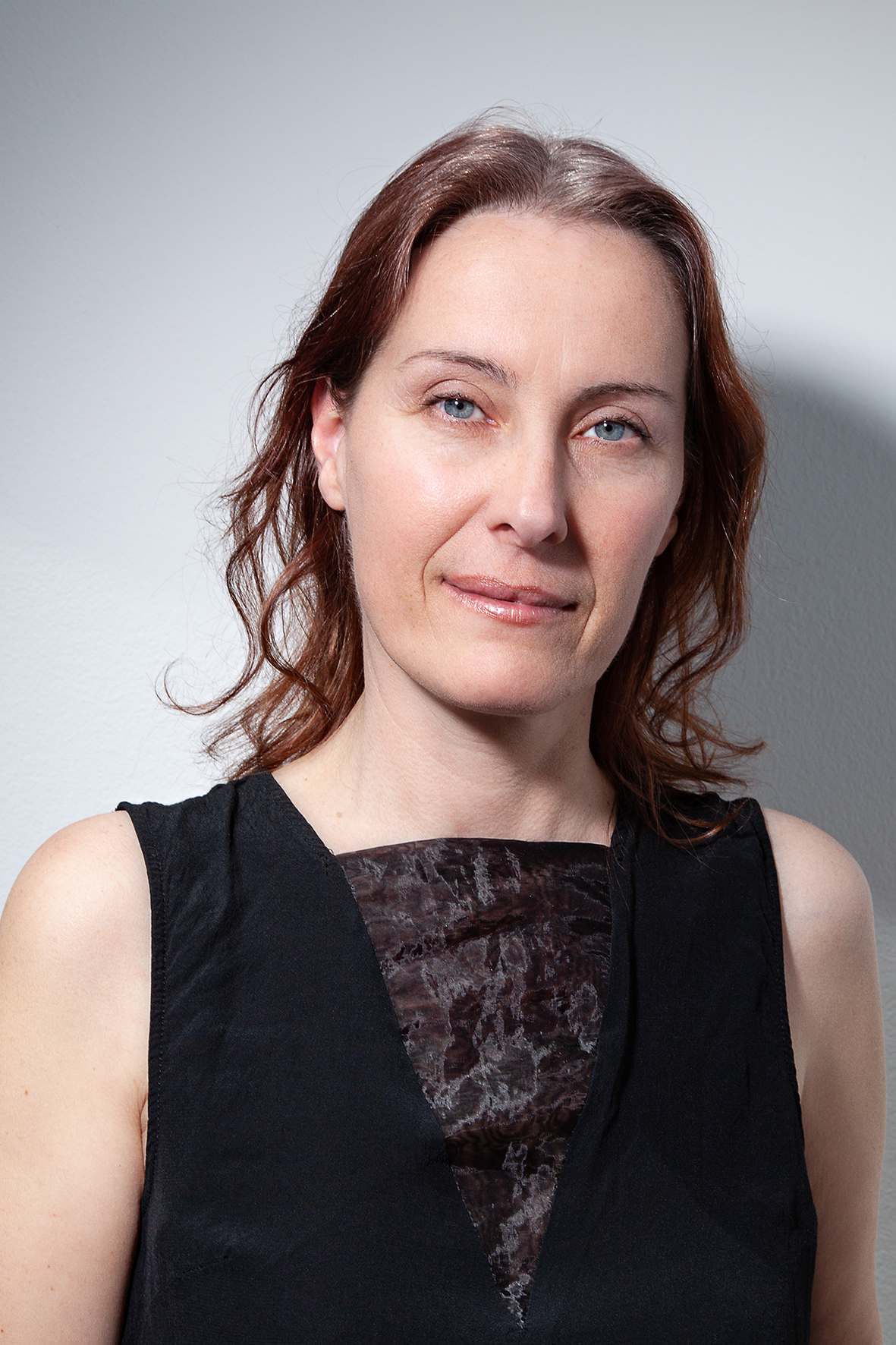
Alexandra Karastoyanova-Hermentin (© Stefanie Luger 2019).

Alexandra Karastoyanova-Hermentin (* 9. April 1968 in Moskau) ist eine österreichische Komponistin und Pianistin und lebt in Wien.

## Leben
Nach frühem Klavier- und Theorieunterricht – Mutter und Vater sind Absolventen des Moskauer Konservatoriums – begann Alexandra Karastoyanova 1983 eine Klavierausbildung bei Sergei Solodownik am Musik-Kolleg „Ippolitow-Iwanow“ in Moskau. Nach der Übersiedlung nach Bulgarien war sie in der Klavierklasse von Dimitar Tsanev am National Music School „Ljubomir Pipkov“ in Sofia. Zwischen 1988 und 1993 studierte sie Klavier bei Dimo Dimow und Boyan Vodenitcharov und Komposition an der Nationale Musikakademie „Prof. Pantscho Wladigerow“ in Sofia, ab 1994 am Salzburger Mozarteum Komposition bei Bogusław Schaeffer und Klavier bei Alfons Kontarsky. Sie besuchte Klavier-Meisterkurse bei Karl-Ulrich Schnabel, Marcello Abbado, Oxana Yablonskaya, außerdem arbeitete sie mit Alexei Ljubimov.
Alexandra Karastoyanova-Hermentin lebt in Wien.

## Werk

### Aufführungen
2024 erhielt sie als erste Komponistin den Großen Kunstpreis des Landes Salzburg. "Ihre Werke spielen leichtfüßig mit jahrhunderterlanger musikalischer Tradition" – so äußerte sich Mica über die Komponistin, die 2013 den „Outstanding Artist Award (Österreich) – Musik 2013“ des Bundesministeriums für Unterricht, Kunst und Kultur für ihre Komposition „Elimo“ verliehen bekommen hat.
2019 wurde Karastoyanova-Hermentin’s Orchesterwerk „TARSIS“ für den Kompositionswettbewerb „Rychenberg Competition“ nominiert und durch das Musikkollegium Winterthur unter Pierre-Alain Monot aufgenommen.
Der amerikanische Geiger David Bowlin war der Solist in ihrem Violinkonzert „Mahagony“, das in der New Yorker Carnegie Hall uraufgeführt wurde.
An der Entstehung dieses Werkes arbeitete sie während ihres Aufenthaltes (2006) als Aaron-Copland-Stipendiatin in der Künstlerresidenz MacDowell Colony (USA). In der neusten CD von Bowlin, erschienen in New York 2019, wurden zwei ihrer Werke inkludiert.
Zum Mozartjahr 2006 komponierte sie im Auftrag der Salzburger Landesregierung das Orchesterwerk „Annäherung“, das als Teil der, mit 219.000 Besuchern erfolgreichen „VIVA!Mozart Ausstellung“ im Salzburg Museum (2006–2007) und anschließend im Fine Art Museum des Sejong Centers in Seoul präsentiert wurde. Johannes Kalitzke dirigierte das Mozarteumorchester Salzburg bei der Uraufführung.
Ihre Werke wurden von Orchestern und Ensembles wie dem Musikkollegium Winterthur, Mozarteumorchester Salzburg, ORF Radio-Symphonieorchester Wien, Symphonieorchester Vorarlberg, Pazardjik Symphony Orchestra, Zaporozhye Academic Symphony Orchestra, ICE – International Contemporary Ensemble, Österreichisches Ensemble für Neue Musik Salzburg, Wiener Collage, PHACE, Stadler Quartett, Zeitfluss, Ergon Ensemble, TENM, Ensemble die Reihe, Da Capo Chamber Players, Korngold Quintett, Köhne Quartett, Nouvelle Cuisin Big Band aufgeführt. Zur Interpreten ihrer Musik zählen David Bowlin, Alexander Janiczek, Katinka Kleijn, Hayk Melikyan, Jonathan Vinocour, Johannes Kalitzke, Pierre-Alain Monot, Oswald Sallaberger, Edo Micic, Simeon Pironkoff, Lars Mlekusch, Nacho de Paz, Alexander Drcar, David Fulmer, René Staar, Christopc Cech, Artem Nizhnik, Peter Sigl, Frank Stadler, Arne Kircher, Nadejda Tzanova, Per Rundberg, Ekaterina Nokkert.
Aufführungen ihrer Werke erfolgten unter anderem in Wien (Wiener Musikverein, Konzerthaus ("Nouvelle Aventures", "Hommage an Pierre Boulez" mit PHACE, 100. Jahre ÖKB), Schönberg Center, Radiokulturhaus), New York City (Carnegie Hall & Österreichisches-Kulturforum-Festival "Vienna!Citx of Dreams", Merkin Concert Hall), Chicago (Chamber Series at the Art Institute des Chicago Symphony Orchestra, Chicago Cultural Center), Salzburg (Großer Saal Mozarteum, Universitätsaula), Rom (Deutsche Akademie Rom Villa Massimo), Brüssel (Flagey), Tórshavn (Nordic House), Athene (Megaron), Donezk (Staatsoper), Manaus (Palácio da Justiça), Köln (Klaus-von-Bismarck Saal), Ottawa (Parliament of Canada, Kanadas Nationalmuseum für Geschichte und Gesellschaft), Sofia (Bulgarian Concert Hall) und in Festivals: Aspekte Salzburg, Klangspuren/Schwaz, Ultraschall Berlin, Warschauer Herbst, Dialoge Salzburg, Imago Dei Krems, Sofia Weeks, Kiew Musik Fest, ppIANISSIMO Sofia, International Review of Composers Belgrade, Quad Cities/Davenport, Summartónar/Färöer, Sound ways/St.Petersburg. Aufführungen und Workshops über ihre Musik fanden in den Musikuniversitäten – Donau-Universität Krems, Mozarteum Salzburg, Kunstuniversität Graz, MDW Wien, Anton Bruckner Privatuniversität, Musik und Kunst Privatuniversität Wien, Schnittke Moscow State Institute of Music, Sibelius Academy, Columbia College Chicago, Kent State University, Hochschule für Musische Künste Bratislava (VŠMU), Franz-Liszt-Musikakademie Budapest statt.Porträt-Konzerte widmeten ihr die Universität Siegen, das StArt Festival, das œnm Salzburg.
Als Pianistin konzertierte sie sowohl im klassischen Bereich als auch bei Ur- und Aufführungen Neuer Musik, u. a. als Solistin mit dem Mozarteum-Orchester Salzburg, bei den Festivals Aspekte Salzburg, Hörgänge Wien (Konzerthaus), Sofia Summer, StArt Festival Salzburg, Skopsko leto.

### Aufträge
Karastoyanova-Hermentin erhielt Kompositionsaufträge u. a. von: Westdeutscher Rundfunk Köln, Österreichischer Rundfunk, Wiener Konzerthaus, Aspekte Salzburg, Ernst von Siemens Musikstiftung, Ensemble PHACE, Salzburger Landesregierung, International HAMS Competition, StArt Festival Salzburg, ensemble xx. jahrhundert, Theodor-Körner Stiftung.

## Preise und Auszeichnungen
- 2024 Großer Kunstpreis des Landes Salzburg in der Sparte "Musik"[4]
- 2022 Arbeitsstipendium Komposition der Stadt Wien
- 2019 Nominierung für das RYCHENBERG International COMPETITION
- 2013 Outstanding Artist Award (Österreich) für Musik des Bundesministerium für Unterricht, Kunst und Kultur (für das Ensemblewerk Elimo)
- 2001, 2006, 2010: Österreichisches Staatstipendium für Komposition
- 2007 Förderungspreis der Stadt Wien[5]
- 2006 Aaron Copland Stipendiatin in der Künstlerresidenz The MacDowell Colony
- 2006 Wiener Symphoniker Kompositionsstipendium
- 2005 Theodor-Körner-Preis
- 2004 Förderungsstipendium des Bundeskanzleramtes Österreich
- 2003 Winner of „The Young Composers Competition“ des International Contemporary Ensemble
- 2002 Jahresstipendium der Salzburger Landesregierung[6]

## Diskographie
- Bird as Prophet mit David Bowlin (Violine), Werke von Mario Davidovsky, Alexandra Karastoyanova-Hermentin, Martin Bresnick, George Walker, Du Yun (New Focus Recordings, New York 2019)
- ORF Edition Zeitton 2012 – Portrait-CD Alexandra Karastoyanova-Hermentin, Booklet-Text: Gerhard Gensch, Bilder: Christoph Kiefhaber
- 102 Masterpieces, Radio-Symphonieorchester Wien, Peter Matzka (V-ne), Gottfried Rabl (Dir.) (Capriccio)
- Uraufführungen, u. a. mit Karastoyanova-Hermentin’s „Klavierkonzert“, Per Rundberg (Klavier), Mozarteum-Orchester Salzburg, und Johannes Kalitzke (Dir.)
- HAMS Competition Winner for Viola: Jonathan Vinocour (Viola), Peter Henderson (Klavier), Werke von B. Britten, A. Karastoyanova-Hermentin, und D. Schostakowitsch
- black & white statements: mit „Lintarys“ für Klavier, Seda Röder (Gramola)

## Werke

### Orchesterwerke (Auswahl)
- Klavierkonzert (2000): UA 2000 Salzburg, Per Rundberg (Klavier), Mozarteumorchester Salzburg, Johannes Kalitzke (Dir.)
- Annäherung (2005) für 14 Instrumentalisten: UA 2005 Universitätsaula Salzburg, Mozarteum-Orchester Salzburg, Johannes Kalitzke (Dir.)
- Mahagony (2006–2007) für Violine und Streichorchester: UA 2007 Carnegie Hall New York, David Bowlin (V-ne), Bulgarian Virtuosi Chamber Orchestra, Stefan Linev (Dir.)
- Konzert für Akkordeon und Orchester (2013): UA 2013 Donetsk State Opera Theater, Artem Nyzhnyk (Bajan), Zaporozhye Academic Symphony Orchestra, Vyacheslav Redya (Dir.)
- Für Bigband (2015): UA Nouvelle Cuisine Big Band, Christoph Cech (Dir.), 2015 Porgy&Bess Wien
- Remix II " am Fluss entlang" für Kammerorchester (2022): UA Tiroler Kammerorchester InnStrumenti, Gerhard Sammer (Dir.)

### Ensemblewerke (Auswahl)
- Septett (1999) für Klarinette, Klavier und Streichquintett, UA Feldkirchen, Bruno Strobl (Dir.)
- Nonett (2000), Auftrag des ORF: UA 2000 Radiokulturhaus Wien, Österreichische Ensemble für Neue Musik, Wolfgang Danzmayr (Dir).
- Galechri (2007) für 9 Instrumente, Auftrag des WDR: UA 2007 Klaus-von-Bismark Saal Köln, österreichisches ensemble für neue musik, Johannes Kalitzke (Dir.)
- Sindies (2011): UA 2011 Wien, ensemble xx jahrhundert, Peter Burwik (Dir.)
- Elimo (2012) für 7 Instrumente, Auftrag Aspekte Salzburg: UA 2012 Salzburg, Österreichisches Ensemble für Neue Musik, Johannes Kalitzke (Dir.)
- Oktett (2014): UA 2014 Salzburg, ICE – International Contemporary Ensemble, Oswald Sallaberger (Dir.)
- Преболява (2016) für Sopran und Ensemble, UA 2016 Schönberg Center Wien, Ensemble Wiener Collage, René Staar (Dir.)
- Letrei (2017), Auftrag des Ensemble PHACE & Wiener Konzerthaus: UA 2017 Wiener Konzerthaus, Simeon Pironkof (Dir)
- Polynj (2019), Version für Violoncello solo und 4 Instrumente: UA Wiener Collage, Johanna Kotschy (Vc), René Staar (Dir.)
- Tschinar(2020): UA PHACE, Lars Mlekusch (Dir.), 2020 Aspekte Salzburg
- Remix I (2022), Auftrag Aspekte Salzburg: œnm Salzburg, Lars Mlekusch (Dir.)
- Sinja Sineva (2024):UA Wiener Collage, Renè Staar (Dir.), 150. Jubiläum Arnold Schönberg, Schönberg Center Wien

### Kammermusik (Auswahl)
- Remarks für zwei Klaviere (1998):UA Stella Dimitrova-Majstorova & Dimo Dimov
- Fresques II (1997) für Violoncello und Klavier
- Kastena (2003) für Violine und Violoncello: UA David Bowlin (Vne), Jun Jensen (Vc), Rosenberg&Kaufman Gallery NY
- Purple Membrane (2006), I. Version: Viola und Klavier, Pflichtstück des International HAMS Competition Chicago
- Purple Membrane II. Version (2007): Klarinette, Marimba, Viola und Violoncello: UA 2007 New York, ICE – International Contemporary Ensemble
- Grüne Nostalgie (2006) für Klarinette, Bandoneon, Klavier, Violine und Kontrabass, im Auftrag Theodor-Körner-Fonds: UA 2006 Preisverleihung, Universitätsaula Wien
- Mari Mamo Trio für Flöte, Violine, Schlagzeug (2009): UA Conor Nelson (Fl), David Bowlin (Vne), Ayano Kataoka (Schlagz), New York
- La Follia (2010) für Violine, Violoncello und Klavier:UA Frank Stadler (Vne), Peter Sigl (Vc), Per Rundberg (Klv), Aspekte Salzburg
- Larghetto (2016) für Violine und Klavier:UA Ralitza Tscholakova (Vne) & Justyna Gabzdyl, Montreal
- Polynj (2018) für Violoncello und Klavier:UA Peter Sigl (Vc) & Nora Skuta (Klv), Aspekte Salzburg
- Für Kassia Versionen für Streichtrio und Streichquartett (2020): CD MusicaFemina "Poesie der Komponistinnen"
- Leonora Duarte f.Violoncello & Klavier (2020): UA Melissa Coleman & David Hausknecht, Österreichischer Kulturforum Budapest
- Streichquartett (2021): UA Stadler Quartett, Wien
- Klavierquintett" (2023): UA Korngold Quintett, Arnold Schönberg Center Wien

### Vokalwerke
- In solchen Nachten (2015) für Frauenstimme und Klavier

### Solowerke (Auswahl)
- Fresques IV (1998) für Klavier
- Fresques VI (1999) für Klavier
- Kadenzen zum Klavierkonzert von W.A. Mozart in c-moll KV 491 (2000): UA 2000 Salzburg, Alexandra Karastoyanova-Hermentin (Klv.), Mozarteum-Orchester Salzburg, Johannes Kalitzke (Dir.)
- Fragil (2003) für Klavier
- Passion (2011) für Klarinette
- Lintarys (2012) für Klavier, Pflichtstück des 5. Internationalen Rosario Marciano Klavierwettbewerbs
- Etüde Nr. 1 (2013) für Klavier
- Etüde Nr. 2 (2013) für Klavier
- Saaró (2014) für Klavier
- Ison (2015) für Violine
- Osenj für Akkordeon (2015): UA Karin Küstner, œnm Salzburg
- Lacrimosa (2017) für Klavier
- Hommage an Scarlatti (2018) für Klavier
- Scarlatti Aria (2018) für Klavier
- Hommage an Scarlatti, Version für Violoncello (2021): UA Tomasz Skweres, Warschauer Herbst & Austrian Culture Forum Warschau

### Bearbeitungen
- Schostakowitch/Karastoyanova-Hermentin - WALZER aus Jazz-Suite Nr. 2, für Klavier zur 4 Hände (2010): UA Christof Hermentin & A.Karastoyanova-Hermentin